# Xã Kickapoo, Quận Leavenworth, Kansas
Xã Kickapoo (tiếng Anh: Kickapoo Township) là một xã thuộc quận Leavenworth, tiểu bang Kansas, Hoa Kỳ. Năm 2010, dân số của xã này là 1.770 người.